# 아라이 하루키
아라이 하루키(일본어: 新井 晴樹, 1998년 4월 12일~)는 일본의 축구 선수이다.

## 구단 경력
그는 2021년 일본 풋볼 리그의 FC 티아모 히라카타에 입단했다. 2021년 7월 J1리그의 세레소 오사카로 이적했다. 2022년부터 2023년까지 HNK 시베니크에서 뛰었다. 2023년 7월 세레소 오사카로 복귀했다. 2024년 J2리그의 미토 홀리호크로 이적했다. 2025년 사간 도스로 이적했다.